# دهه ۱۰ (میلادی)
دهه ۱۰ (میلادی) دهه اول تقویم میلادی است.

## درگذشتگان
‎